# Dřevěný jazyk
Dřevěný jazyk označuje ve francouzštině byrokratický žvást, formu často mnohomluvné komunikace, která obsahuje abstraktní banality a může sloužit k zastření nekompetentnosti mluvčího nebo jeho neochoty mluvit o nepříjemném tématu. 
Jako rétorickou figuru jej charakterizuje, že mluvčí se nechce vyjadřovat srozumitelně a prostě, nýbrž hromadí pokud možno složité a vyhýbavé výrazy, nic neříkající fráze a klišé. Ne tolik proto, aby před ostatními vypadal učenější než je, jako spíš proto, aby nemusel odpovídat na nepříjemné otázky. Je s oblibou užíván byrokratickými institucemi, tedy takovými, které v případě, že určitý postup selže, na něm trvají s o to větším důrazem. Dřevěný jazyk je neklamný indikátor byrokratizace. 
Výraz "dřevěný jazyk" pronikl do francouzštiny původně z ruštiny. Někdy se v žertu mluví o xyloglossii nebo xylolalii, z řeckého xylon: dřevo a glossa: jazyk nebo λαλέω / laleô: mluvit.